# Punkt regularny
Punkt regularny – punkt leżący na krzywej o tej własności, że przez punkt ten przechodzi dokładnie jedna styczna. Wszystkie punkty regularne krzywej tworzą łuk regularny.

## Teoria różniczkowania
W ogólnej teorii różniczkowania, przez punkt regularny rozumie się następujące pojęcie:
Niech {\displaystyle X,Y} będą przestrzeniami Banacha oraz odwzorowanie {\displaystyle G\colon X\to Y} będzie różniczkowalne w punkcie {\displaystyle x_{0}\in X} takim, że {\displaystyle G(x_{0})=0.} Punkt {\displaystyle x_{0}} nazywamy punktem regularnym zbioru {\displaystyle M=\{x\ \in X\colon \;G(x)=0\},} jeżeli pochodna odwzorowania {\displaystyle G} w punkcie {\displaystyle x_{0}} jest suriekcją {\displaystyle X\to Y.}

### Szczególne przypadki
- Jeśli {\displaystyle Y=\mathbb {R} ,} to punkt {\displaystyle x_{0}\in M\subseteq X} jest regularny wtedy i tylko wtedy, gdy {\displaystyle G'(x_{0})\neq 0.}

- Jeśli natomiast {\displaystyle X=\mathbb {R} ^{m},Y=\mathbb {R} ^{n},m\leqslant n,G=(g_{1},\dots ,g_{n}),} to punkt {\displaystyle x_{0}\in M\subseteq X} jest regularny wtedy i tylko wtedy, gdy rząd macierzy

{\displaystyle \operatorname {r} \left[{\frac {\partial g_{i}}{\partial x_{j}}}(x_{0})\right]_{{1\leqslant i\leqslant n} \atop {1\leqslant j\leqslant m}}=m.}